# 54 (عدد)
54 (أربعة وخمسون) هو عدد صحيح  يسبقه العدد 53 ويليه العدد 55 وهو عدد طبيعي موجب.